# ナンブトラノオ
ナンブトラノオ（南部虎の尾、学名：Bistorta hayachinensis ）はタデ科イブキトラノオ属の多年草。

## 特徴
多年草で全体に無毛。地下の根茎は太い。根出葉は数個つき、葉柄があり、葉身は長さ3-8cm、幅1.5-3.5cmになる卵状楕円形で、先端は鈍形、基部は浅い心形から円形になり、葉柄に翼はない。葉質は厚く、表面は深緑色で光沢があり、裏面は緑白色を帯びる。茎は根出葉の間から直立し、高さ15-30cmになり、茎には2-3個の小さな葉が互生する。
花期は7-8月。茎先に総状花序を1個つけ、花穂は円柱形で長さ1-3cmになり、淡紅色の花を密につける。花に花弁はなく、萼が花冠状に深く5裂し、萼片は卵状楕円形で長さ3-4mmになる。雄蕊は8個あり、花糸は糸状で細く、葯は小さい。子房の先に花柱が3個つき、糸状になる。果実は痩果で、3稜をもつ長さ約3mmの楕円形になり、黒褐色で光沢がある。
しばしば「雄蕊は10個」とされるが、それは誤りである。

## 分布と生育環境
日本固有種。本州の岩手県早池峰山の特産種で、高山帯の蛇紋岩地の日当たりのよい礫地に生育する。

## 名前の由来
ナンブトラノオのナンブは産地である岩手県の南部地方から、種小名のhayachinensis は、標本採集地の岩手県の「早池峰山の」の意味。

## 保全状況評価
絶滅危惧IA類 (CR)（環境省レッドリスト）
（2012年環境省レッドリスト）

## ギャラリー
- 花穂。